# Walter Peak
Walter Peak är en bergstopp i Kanada.   Den ligger i provinsen British Columbia, i den centrala delen av landet, 3 100 km väster om huvudstaden Ottawa. Toppen på Walter Peak är 3 448 meter över havet, eller 165 meter över den omgivande terrängen. Bredden vid basen är 0,66 km. Walter Peak ingår i Klippiga bergen.
Terrängen runt Walter Peak är huvudsakligen bergig. Trakten runt Walter Peak är nära nog obefolkad, med mindre än två invånare per kvadratkilometer.. Det finns inga samhällen i närheten. 
Trakten runt Walter Peak är permanent täckt av is och snö.